# Smilax pachysandroides
Smilax pachysandroides là một loài thực vật có hoa trong họ Smilacaceae. Loài này được T.Koyama miêu tả khoa học đầu tiên năm 1974.